# Svetišče Kamigamo
Svetišče Kamigamo (japonsko 上賀茂神社, latinizirano: Kamigamo džindža) je pomembno šintoistično svetišče na bregovih reke Kamo v severnem Kjotu, ki je bilo prvič ustanovljeno leta 678. Njegovo uradno ime je svetišče Kamo-vakeikazuči (賀茂別雷神社, Kamo-vakeikazuči džindža).
Je eno najstarejših šintoističnih svetišč na Japonskem in je eden od sedemnajstih zgodovinskih spomenikov starodavnega Kjota, ki jih je UNESCO uvrstil na seznam svetovne dediščine. Izraz Kamo-džindža v japonščini je splošna referenca na svetišče Šhimogamo in Kamigamo, tradicionalno povezana svetišča Kamo v Kjotu. Kamo-džindža ima funkcijo zaščite Kjota pred škodljivimi vplivi.
Ime džindža identificira družino kami ali božanstev Kamo, ki so tu čaščena. Ime se nanaša tudi na območje bližnjih gozdov svetišča, ki so ostanki pragozda Tadasu no Mori. Poleg tega se ime svetišča nanaša na zgodnje prebivalce območja, klana Kamo, od katerih mnogi še naprej živijo v bližini svetišča, ki so mu tradicionalno služili njihovi predniki.
Svetišče Kamogamo je posvečeno čaščenju Kamo Vake-ikazučija, kamiju groma.

## Zgodovina
Svetišče je postalo predmet cesarskega pokroviteljstva v zgodnjem obdobju Heian.
Zapisi iz obdobja vladavine cesarja Heizeija (806-809) omenjajo, da je bila Kamo-mioja džindža med izbranim številom ustanov, ki so prejele božanski pečat za uporabo na dokumentih. Pečat je bil zapisan v svojem edinstvenem mikošiju (Ošite džindža). Ta podelitev posebnega pečata in prakse, povezane z njegovo uporabo in ohranjanjem, so bile v skladu z vzorcem, ki ga je leta 778 vzpostavil cesar Konin (770–781) (Hōki 9).
Leta 965 je cesar Murakami ukazal poslati cesarske glasnike, da poročajo o pomembnih dogodkih japonskemu varuhu kamiju, vključno s Kamo Vake-ikazučijem.
Kamigamo je bil skupaj s svetiščem Šimogamo označen kot eno od dveh glavnih šintoističnih svetišč (ičinomija) v nekdanji provinci Jamaširo.
Od leta 1871 do 1946 je bil Kamigamo uradno označen kot eden od Kanpei-taiša (官 幣 大 社), kar pomeni, da je bil na prvem mestu med svetišči, ki jih podpira vlada.

### Cesarski obiski
- 794 (Enrjaku 13): cesar Kanmu je prišel kot del velikega napredka. [11]
- 942 (Tengjō 5, 29. dan 4. meseca): obiskal ga je cesar Suzaku, da bi se zahvalil za ponovno vzpostavitev miru
- 979 (Tengen 2, 10. dan 10. meseca): cesar En'jū se je odločil, da mora biti cesarski obisk Hačimana v svetišču Ivašimizu povezan z obiskom Kamo.[12]
- 1711 (Hōei 8): cesar Nakamikado se je zatekel v Hosodono, ko je palača postala neprimerna za bivanje.[13]

## Struktura
Džindža je znana po svojem haidenu (bogoslužna dvorana), prezidanem v letih 1628-1629 (Kan'ei 6).
Na njenem ozemlju so številne rezidence duhovnikov, ena, hiša Nišimura, pa je odprta za javnost.

## Galerija
- Geheiden
- Nara-no-ogava
- Kita-šinsendžo
- Tatesuna & Saiden
- Hašiden
- Rōmon
- Ostanki pragozda